# NELFE
NELFE (англ. Negative elongation factor complex member E) – білок, який кодується однойменним геном, розташованим у людей на короткому плечі 6-ї хромосоми. Довжина поліпептидного ланцюга білка становить 380 амінокислот, а молекулярна маса — 43 240.
| 10         |  | 20         |  | 30         |  | 40         |  | 50         |
| ---------- |  | ---------- |  | ---------- |  | ---------- |  | ---------- |
| MLVIPPGLSE |  | EEEALQKKFN |  | KLKKKKKALL |  | ALKKQSSSST |  | TSQGGVKRSL |
| SEQPVMDTAT |  | ATEQAKQLVK |  | SGAISAIKAE |  | TKNSGFKRSR |  | TLEGKLKDPE |
| KGPVPTFQPF |  | QRSISADDDL |  | QESSRRPQRK |  | SLYESFVSSS |  | DRLRELGPDG |
| EEAEGPGAGD |  | GPPRSFDWGY |  | EERSGAHSSA |  | SPPRSRSRDR |  | SHERNRDRDR |
| DRERDRDRDR |  | DRDRERDRDR |  | DRDRDRDRER |  | DRDRERDRDR |  | DREGPFRRSD |
| SFPERRAPRK |  | GNTLYVYGED |  | MTPTLLRGAF |  | SPFGNIIDLS |  | MDPPRNCAFV |
| TYEKMESADQ |  | AVAELNGTQV |  | ESVQLKVNIA |  | RKQPMLDAAT |  | GKSVWGSLAV |
| QNSPKGCHRD |  | KRTQIVYSDD |  | VYKENLVDGF |  |            |  |            |

A: Аланін

C: Цистеїн

D: Аспарагінова кислота

E: Глутамінова кислота

F: Фенілаланін

G: Гліцин

H: Гістидин

I: Ізолейцин

K: Лізин

L: Лейцин

M: Метіонін

N: Аспарагін

P: Пролін

Q: Глутамін

R: Аргінін

S: Серин

T: Треонін

V: Валін

W: Триптофан

Кодований геном білок за функціями належить до репресорів, фосфопротеїнів. 
Задіяний у таких біологічних процесах, як транскрипція, регуляція транскрипції, альтернативний сплайсинг. 
Білок має сайт для зв'язування з РНК. 
Локалізований у ядрі.